# Bruno Christensen
Bruno Christensen (født 25. maj 1918 i Viby, død 9. marts 2011 i Terkelsbøl) var en orgelbygger fra Terkelsbøl nordvest for Tinglev.
Efter læretiden hos A.C. Zachariasen & Søn arbejdede han indtil 1964 for Marcussen & Søn, hvorefter han i 1966 startede firmaet Bruno Christensen & Sønner Orgelbyggeri. Alle Christensens sønner blev også orgelbyggere og medejere af firmaet, og da Bruno Christensen i 2001 gik af, tog Peter Christensen over som administrerende direktør.
Firmaet har leveret omtrent 520 kirkeorgler til kirker i Danmark, Norge, Sverige, Finland, Island, Tyskland, Holland og Namibia.
Bruno Christensen er begravet ved Tinglev Kirke.

## Eksterne links
- Officiel hjemmeside